# Megastigmus pistaciae
Megastigmus pistaciae är en stekelart som beskrevs av Walker 1871. Megastigmus pistaciae ingår i släktet Megastigmus och familjen gallglanssteklar. Inga underarter finns listade i Catalogue of Life.